# Francisco Cassiani
Francisco Cassiani Gómez (Arboletes, Antioquia, Colombia; 22 de abril de 1968) es el hermano mayor de Geovanis Cassiani; además es un exfutbolista colombiano que jugó como defensa. Militó en diversos clubes de Colombia, Argentina, Chile y Perú. Con la Selección Colombia participó en la Copa América de Uruguay 1995.

## Clubes
| Club               | País      | Año       |
| ------------------ | --------- | --------- |
| Cúcuta Deportivo   | Colombia  | 1986-1992 |
| Envigado FC        | Colombia  | 1993      |
| Junior             | Colombia  | 1993-1997 |
| Rosario Central    | Argentina | 1998      |
| Deportes Quindío   | Colombia  | 1999      |
| Junior             | Colombia  | 1999      |
| Santiago Wanderers | Chile     | 2000-2001 |
| Alianza Atlético   | Perú      | 2002-2003 |
| Atlético Huila     | Colombia  | 2003      |

## Palmarés y distinciones

### Campeonatos nacionales
| Título                | Club   | País     | Año  |
| --------------------- | ------ | -------- | ---- |
| Campeonato colombiano | Junior | Colombia | 1993 |
| Campeonato colombiano | Junior | Colombia | 1995 |